# IC 2429
IC 2429 — галактика типу Sb (компактна витягнута галактика) у сузір'ї Рак.
Цей об'єкт міститься в оригінальній редакції індексного каталогу.